# NGC 4180
NGC 4180 este o hi (21cm) source⁠(d) situată în constelația Fecioara. A fost descoperită în 13 aprilie 1784 de către William Herschel. Se află la o distanță de 43,05 de megaparseci de Pământ.